# Bronisław Dąbrowski
Bronisław Dąbrowski FDP (* 2. November 1917 in Grodziec, Polen; † 25. Dezember 1997 in Warschau, Polen) war ein polnischer römisch-katholischer Ordensgeistlicher und Weihbischof in Warschau.

## Leben
Dąbrowski legte am 8. September 1936 die zeitlichen Gelübde bei den Söhnen der göttlichen Vorsehung ab und wurde am 10. Juni 1945 für sie von Antoni Wladyslaw Szlagowski, Weihbischof in Warschau, zum Priester geweiht.
Papst Johannes XXIII. ernannte ihn am 24. November 1961 zum Weihbischof in Warschau und Titularbischof von Hadrianotherae. Am 25. März 1962 spendete ihm der Erzbischof von Warschau, Stefan Wyszyński, die Bischofsweihe. Mitkonsekratoren waren Zygmunt Choromański, Weihbischof in Warschau, und Franciszek Salezy Korszyński, Weihbischof in Włocławek. Von 1969 bis 1993 war er Generalsekretär der Polnischen Bischofskonferenz.
Er nahm an der dritten Sitzungsperiode des Zweiten Vatikanischen Konzils als Konzilsvater teil.
Am 8. Juni 1982 erhob Papst Johannes Paul II. ihn zum Titularerzbischof pro hac vice. Am 27. Februar 1993 nahm er den altersbedingten Rücktritt von Dąbrowski als Weihbischof an.